# 鄧相
鄧相（1462年—？），字廷赞，四川重庆府巴县人，民籍，明朝政治人物。

## 生平
四川鄉試第五名舉人。弘治十二年（1499年）中式己未科會試第二百六十一名，三甲第一百五十四名進士。授中书舍人，正德四年（1509年）五月升大理寺右评事，歷升户部郎中，十四年三月升雲南左參政，十六年三月录云南十八寨平夷贼功，升俸一级。嘉靖二年（1523年）四月升本司右布政使，四年三月升貴州左布政使。

## 家族
曾祖鄧仲英；祖鄧友纪；父鄧本濟。母张氏，继母胡氏。具庆下。兄鄧卿（知县）。弟鄧翼、鄧衮。